# Никодим (Гадзирулис)
Митрополи́т Никоди́м (греч. Μητροπολίτης Νικόδημος, в миру Николай Гадзирулис, греч. Νικόλαος Γκατζιρούλης; 1927, Волос, Греция — 2 апреля 2013) — епископ Элладской православной церкви, титулярный митрополит Элойский (1974—2013), на покое.

## Биография
В 1949 году окончил Богословскую школу Афинского университета.
В 1956 году был рукоположён во диакона, а в 1959 году — во пресвитера.
В 1968 году был хиротонисан во епископа с возведением в достоинство митрополита Аттикийского и Мегарского.
18 июля 1974 года почислен на покой с титулом митрополита Элойского.
Скончался 2 апреля 2013 года.